# Schweinitz (Pößneck)
 Schweinitz ist ein Ortsteil der Stadt Pößneck im Saale-Orla-Kreis des Thüringischen Vogtlands.

## Geografie
Das von dem gleichnamigen Bach durchflossene Angerdorf Schweinitz liegt nordnordöstlich von Pößneck und östlich der im Orlatal verlaufenden Landesstraße 1108 von Pößneck nach Orlamünde. Im Orlatal verläuft auch die Bahnlinie Pößneck-Orlamünde. Der Ort liegt am Fuß der Anhöhe gen Langendembach zur Ilm-Saale-Platte hin und zeigt sich mit alten Thüringer Fachwerkhäusern, die um den mit großen Linden und Kastanien bewachsenen Dorfanger herum errichtet sind. Nachbarorte sind nordwestlich Kleindembach, nordöstlich Langendembach sowie südöstlich Rehmen.
Die Linie 964 des Verkehrsunternehmens KomBus verbindet Schweinitz mit den Städten Pößneck, Kahla und Jena.

## Geschichte
Schweinitz wurde im Dezember 1074 urkundlich ersterwähnt. Der Ortsname stammt wohl aus dem Slawischen und bedeutet so viel wie Schweineweide oder Schweinehirt.
Im Jahr 2012 zählte die traditionell landwirtschaftlich geprägte Ortschaft 78 Einwohner.

## Sehenswürdigkeiten
Sehenswert ist die auf spätromanische Ursprünge zurückgehende Dorfkirche St. Peter und Paul sowie der Friedhof aus dem 18. Jahrhundert mit in die Mauer eingelassenen Grabsteinen.